# IFK Luleå
Der IFK Luleå ist ein schwedischer Sportverein aus Luleå. Der 1900 gegründete Verein ist vor allem für seine Fußballmannschaft bekannt, die eine Spielzeit in der ersten Liga spielte, derzeit aber nur noch unterklassig antritt. Die Eishockeymannschaft des Klubs spaltete sich 1977 ab, um mit Luleå SK den späteren schwedischen Meister Luleå HF zu gründen.

## Geschichte
Der Verein IFK Luleå wurde 1900 gegründet und ist damit der älteste Sportverein des Ortes. Da nordschwedische Mannschaften in den Anfangsjahren des schwedischen Fußballs von den höheren Ligen ausgeschlossen waren, konnte die Mannschaft bis zur landesweiten Öffnung Anfang der 1950er Jahre keine nationalen Meriten erreichen.
1954 spielte IFK Luleå erstmals um den Aufstieg in die zweite Liga mit, konnte aber am Ende der Saison nur den zweiten Rang hinter Aufsteiger IFK Holmsund belegen. Zwei Jahre später gelang mit neun Punkten Vorsprung auf Vizemeister Skellefteå IF der Staffelsieg und damit der Aufstieg ins schwedische Unterhaus. In der Staffel Norrland konnte sich die Mannschaft schnell etablieren und schaffte 1959 die erste Staffelmeisterschaft. In den Aufstiegsspielen zur Allsvenskan traf man auf Jönköpings Södra IF. Einer 1:2-Niederlage im Hinspiel folgte eine herbe 0:7-Schlappe auf fremdem Platz. Ein Jahr später konnte sich IFK Luleå erneut für die Aufstiegsspiele qualifizieren, die jedoch mittlerweile in Ligaform ausgetragen wurden. Hinter IF Elfsborg und Örebro SK belegte die Mannschaft mit nur einem Sieg gegen den Tabellenletzten IFK Kristianstad nur den dritten Platz und verpasste somit erneut den Aufstieg.
In den folgenden Jahren ging es für IFK Luleå bergab und 1964 konnte mit sieben Punkten nur noch der letzte Platz belegt werden. In der Division 3 Norrland Övre erspielte sich die Mannschaft allerdings auf Anhieb den Meistertitel und konnte die sofortige Rückkehr in die zweite Liga feiern. Dort setzte sich der Verein im mittleren Teil der Tabelle fest, ehe 1970 überraschend der erneute Staffelsieg gelang. Die Gegner in der Aufstiegsrunde hießen Landskrona BoIS, Sandvikens IF und Skövde AIK. Mit einem Sieg und zwei Unentschieden belegte IFK Luleå den zweiten Platz und schaffte somit den Aufstieg in die schwedische Eliteserie.
Die Allsvenskan erwies sich zu stark für IFK Luleå. Mit vier Saisonsiegen und sechs Unentschieden wurden nur 14 Punkte geholt, zu wenig für den Klassenerhalt. In der folgenden Saison kämpfte der Erstligaabsteiger gegen den Rutsch in die Drittklassigkeit. Mit einem Punkt Vorsprung auf Absteiger Domsjö IF konnte dieser jedoch zunächst vermieden werden, ein Jahr später wurde nur noch ein Abstiegsplatz belegt. Dem direkten Wiederaufstieg folgte der erneute Abstieg.
Nach einigen Jahren im Mittelfeld der dritten Liga meldete sich IFK Luleå Anfang der 1980er Jahre wieder im vorderen Bereich der Tabelle zurück. Jedoch konnte mehrmals nur der zweite Platz belegt werden.
1986 gründete IFK Luleå mit dem Lokalrivalen Luleå FF, der in der zweiten Liga spielte, eine Spielgemeinschaft. Der erhoffte Aufschwung durch das zusammenlegen der Kräfte blieb jedoch aus, man konnte sich nur im mittleren Teil der Tabelle platzieren. Bis 1989 lief die Mannschaft unter dem Namen Luleå FF/IFK Luleå auf, anschließend hieß man nur noch IFK Luleå. Zu Beginn der 1990er Jahre meldete sich die Mannschaft in der Spitzengruppe der Liga zurück. 1992 qualifizierte sich der Klub für die Aufstiegsrunde zur Allsvenskan, scheiterte jedoch nach einem 2:1-Heimsieg mit einer 2:4-Niederlage im Rückspiel an Västra Frölunda IF. In den folgenden Jahren konnte man den Erfolg nicht bestätigen und platzierte sich nur noch im mittleren Bereich der Tabelle. 1998 stieg die Mannschaft als Tabellenletzter ab und wurde in die viertklassige Division 3 Norra Norrland eingegliedert.
2000 schaffte IFK Luleå als Meister den Aufstieg in die dritte Liga, wo als Staffelsieger der Durchmarsch ins schwedische Unterhaus knapp verpasst. In den Aufstiegsspielen erwies sich IF Brommapojkarna als zu stark und konnte beide Spiele für sich entscheiden.
2005 fiel IFK Luleå der Ligareform zum Opfer und wurde als Tabellensiebter der mittlerweile viertklassigen Division 2 zugeordnet. Als viermaliger Vizemeister hintereinander in den folgenden Jahren hinter IFK Timrå, Ersboda SK, Skellefteå FF respektive Bodens BK stand der Klub knapp vor einer Rückkehr in die dritte Liga. Erst 2010 setzte sich der Klub vor Vorjahresabsteiger Skellefteå FF durch und stieg wieder auf.

## Bekannte Spieler
- Fredric Lundqvist